# Dominic Fortune
Dominic Fortune è un personaggio dei fumetti pubblicati dalla Marvel Comics. È stato un mercenario e un avventuriero attivo fin dalla fine degli anni venti.

## Biografia del personaggio

### Anni venti
Nato a New York, Jerome Duvid Fortunov trascorse gli anni dell'infanzia nel Lower East Side, durante questo periodo salvò anche un giovane Steve Rogers dall'attacco di un gruppo di bulli. Qualche tempo dopo si trasferì a Los Angeles, in California, dove cambiò il suo nome in Dominic Fortune e divenne un avventuriero in costume e un mercenario.

### Anni trenta
Nel 1934 fu coinvolto nella guerra tra Bolivia e Paraguay combattendo come pilota per entrambe le parti prima di tornare a Los Angeles, dove lavorò come guardia del corpo di tre stelle del cinema. Cercando di svelare un complotto ai suoi danni, si recò a Berlino per le Olimpiadi del 1936, dove sgominò una quinta colonna americana riunitasi per uccidere il presidente Roosevelt e sua moglie e per ottenere finanziamenti dai tedeschi e dagli italiani per sostenere i simpatizzanti nazisti negli Stati Uniti. Non molto tempo dopo, iniziò una relazione romantica con Sabbath Raven, la proprietaria della Mississippi Queen, un casinò galleggiante ormeggiato appena fuori delle acque territoriali degli Stati Uniti. Nel 1937, in un'avventura in Europa, incontrò i genitori del Dottor Destino e più tardi i supercriminali Barone Von Strucker e Barone Zemo. Trascorse qualche tempo in Latveria e in Wakanda dove si trovò coinvolto in un piano nazista per utilizzare come arma il minerale vibranio. Non molto tempo dopo, dopo essere stato sfrattato dal suo ufficio, iniziò a vivere a bordo della Mississippi Queen su invito di Sabbath. In quello stesso anno scoprì un complotto di propaganda nazista nel settore dei fumetti, distrusse un culto di zombie, sventò un attentato del Barone Strucker ai danni di un senatore degli Stati Uniti, smascherò la falsa diva bambina Tina Timmons e salvò l'ambasciatore britannico da un terrorista. Nel 1938 impedì al magnate Jacob Einhorn di vendere segreti degli Stati Uniti al Giappone in cambio della proprietà di terreni dopo la loro invasione, sventò il piano della star del cinema muto Noble Flagg e del gangster Olga Cimaglia di prendere il controllo della malavita di Los Angeles, in primavera aiutò Dum Dum Dugan a salvare il suo circo da un gruppo di teppisti assunti dal magnate Spencer Keene.

### Anni quaranta
All'inizio del 1940 sconfisse un gruppo di sabotatori nazisti che si erano impadroniti del circo dei fratelli Dean a Chicago; più tardi, quello stesso anno, sventò un complotto nazista per rubare i piani top secret di una fabbrica di munizioni; nel mese di maggio perse il contatto con Sabbath, dopo un litigio in un bar di Rotterdam, poco prima dell'invasione nazista della città; impossibilitato a trovarla fece ritorno negli Stati Uniti. Venne respinto come candidato del Progetto Rinascita, ma contribuì a proteggere l'uomo che era stato scelto al suo posto, Steve Rogers. Nel 1942 incontrò il Sub-Mariner, partecipò alla guerra nel 1943, dopo la fine della stessa continuò la sua ricerca di Sabbath ancora senza risultati.

### Anni cinquanta
Nel 1959, a Parigi, viene reclutato da Nick Fury nell'"Iniziativa Vendicatori" per combattere una nuova versione del Teschio Rosso in Svezia. Dopo questo ingaggio la sua fedina penale viene pulita.

### Nel presente
Alla fine Fortune torna in America e riprende l'identità di David Fortunov, lavora come venditore di Pontiac nella Nassau County, a New York, dove si sposa e ha due figli. Alla morte della moglie lascia la sua casa e viene ricoverato alla casa di cura Restwell dove conosce l'Uomo Ragno e lo affianca in battaglia contro il criminale Primo del Secolo, il nuovo spirito combattivo nato durante lo scontro lo spinge a riprendere la ricerca di Sabbath. Qualche tempo dopo aver lasciato la casa di riposo, fa di nuovo coppia con l'Uomo Ragno contro Shocker, che stava lavorando per Simon Steele, un vecchio avversario di Fortune, su cui lui stava indagando nella speranza di trovare indizi sulla sorte di Sabbath. In seguito viene aiutato da Iron Man nella battaglia contro Iron Monger, altro dipendente al soldo di Simon Steele. Dopo lo scontro il figlio di Fortune, Jerry, credendo il padre morto, decide di indossarne i panni per vendicarsi, scopre tuttavia che Dominic non è morto e nel tentativo di salvarlo viene ucciso da Steele. Iron Man rivela a Fortune che la Sabbath che aveva visto con Steele era in realtà figlia della sua vecchia fiamma e del fratello del suo arcinemico. In cerca di vendetta per l'omicidio del figlio Fortune, con l'aiuto dell'Uomo Ragno, rintraccia Steele e la giovane Raven a New York solo per scoprire che Steele aveva sposato la vera Sabbath molti anni prima. Alla fine Fortune, l'Uomo Ragno e Silver Sable trovano Steele sul relitto della Mississippi Queen e Dominic può finalmente ricongiungersi con il suo primo amore. In seguito, Fortune scopre e replica un siero del super-soldato difettoso che Mimo aveva contribuito a creare. Dopo averlo assunto viene ringiovanito ma a scapito dei suoi ricordi. Grazie a questa seconda giovinezza Dominic Fortune adesso lavora come investigatore privato e ha unito le forze con Silver Sable per fermare un complotto di traditori all'interno del suo Branco Selvaggio. Dopo aver riacquistato la sua memoria e la sua età a causa della fine dell'efficacia del siero assunto ha deciso di collaborare con Mimo nella lotta contro il terrorismo così da averla sempre vicino se gli effetti collaterali peggiorassero.

## Poteri e abilità
Da giovane David Fortunov era un superbo atleta, combattente, boxer e un tiratore e spadaccino esperto. Nel presente, nonostante la sua età avanzata, David è in ottime condizioni fisiche e conserva ancora molte delle sue abilità. Utilizza una varietà di pistole, in particolare una Mauser C96.

## Altri media

### Televisione
Dominic Fortune, interpretato da Delroy Lindo, sarebbe dovuto apparire nell'episodio pilota della serie televisiva MCU, cancellata dalla ABC, Marvel's Most Wanted.